# ابن خزيمة
هو محمد بن إسحاق بن خزيمة .بن المغيرة بن صالح بن بكر السلمي النيسابوري الشافعي (223 هـ - 311 هـ)، المكنى بأبي بكر، الحافظ الحجة الفقيه، الملقب بشيخ الإسلام، وإمام الأئمة. وصاحب كتاب صحيح ابن خزيمة. عرف بشفوف نظره في باب التعارض والترجيح في أصول الفقه حيث كان بارعاً في إيجاد أوجه الجمع بين النصوص الصحيحة المتعارضة في الظاهر فكان يقول:«من رأى نصين متعارضين فليأتني أوفق له بينهما».

## مولده ونشأته وطلبه للعلم
ولد سنة 223هـ في نيسابور، ونشأ في بيئة متدينة. وأراد أن يرتحل لسماع الحديث النبوي، وكان يرغب في الذهاب إلى قتيبة بن سعيد، فاستأذن أباه، فأجابه: «اقرأ القرآن أولاً حتى آذن لك». فحثه أبوه على حفظ القرآن الكريم، فحفظه في سن صغيرة، يقول ابن خزيمة: «فاستظهرت القرآن، فقال لي: امكث حتى تصلي بالختمة. ففعلت، فلما عيدنا أذن لي، فخرجت إلى مرو وسمعت من محمد بن هشام - يعني صاحب هشيم - فنعى إلينا قتيبة».
وكانت وفاة قتيبة سنة 240هـ، فعلى هذا بدأ ابن خزيمة رحلاته العلمية وهو في السابعة عشرة من عمره.
وقد اتسعت رحلاته حتى شملت الشرق الإسلامي آنذاك، فسمع:
- بنيسابور: إسحاق بن راهويه وغيره.
- وبمرو: علي بن محمد وغيره.
- وبالري: محمد بن مهران وغيره.
- وبالشام: موسى بن سهل الرملي وغيره.
- وبالجزيرة: عبد الجبار بن العلاء وغيره.
- وبمصر: يونس بن عبد الأعلى وغيره.
- وبواسط: محمد بن حرب وغيره.
- وببغداد: محمد بن إسحاق الصاغاني وغيره.
- وبالبصرة: نصر بن علي الأزدي الجهضمي وغيره.
- وبالكوفة: أبا كريب محمد بن العلاء الهمداني وغيره.[6]

كما سمع من البخاري ومسلم بن الحجاج والذهلي وغيرهم.
روى عنه جماعة من مشايخه منهم البخاري ومسلم خارج الصحيحين، وشيخه محمد بن عبد الله بن عبد الحكم، ويحيى بن محمد بن صاعد، وأبو علي النيسابوري وخلائق. وآخر من روى عنه بنيسابور حفيده أبو طاهر محمد بن الفضل بن محمد بن إسحاق بن خزيمة.
وعني بالحديث والفقه، حتى صار يضرب به المثل في سعة العلم والإتقان. واشتهر بقوة حفظه حتى قال عن نفسه: ((ما كتبت سوداء في بياض إلا وأنا أعرفه)). وكان من أعلم الناس بفقه الشافعي. وكان إماماً مجتهداً في الفقه، بلغ مرتبة الاجتهاد المطلق.

## مصنفاته
صنف ما يزيد على مائة وأربعين كتاباً، كما قال الحاكم النيسابوري: «فضائل ابن خزيمة مجموعة عندي في أوراق كثيرة، ومصنفاته تزيد على مائة وأربعين كتابا سوى المسائل، والمسائل المصنفة مائة جزء، وله فقه حديث بريرة في ثلاثة أجزاء».
ولم تصلنا أغلب مؤلفاته. ومن أشهر مصنفاته كتاب صحيح ابن خزيمة واسمه الأصلي كما قال صاحبه: (مختصر المختصر من المسند الصحيح عن النبي ﷺ بنقل العدل عن العدل موصولاً إليه صلى الله عليه وسلم من غير قطع في أثناء الإسناد ولا جرح في ناقلي الأخبار)، وهو أحد أهم كتب الحديث عند أهل السنة والجماعة. وكتاب التوحيد، وهو كتاب في شرح عقيدة أهل السنة والجماعة. وله كتاب باسم: (شأن الدعاء وتفسير الأدعية المأثورة عن رسول الله ﷺ) وهو من محفوظات المكتبة الظاهرية بدمشق.

## شجاعته الأدبية
كان ابن خزيمة جريئاً لا يخاف الأمراء والولاة ولا يهابهم، قال أبو بكر بن بالويه: «سمعت ابن خزيمة يقول: كنت عند الأمير إسماعيل بن أحمد فحدّث عن أبيه بحديث وَهِمَ في إسناده، فرددته عليه، فلما خرجت من عنده قال أبو ذر القاضي: قد كنا نعرف أن هذا الحديث خطأ منذ عشرين سنة فلم يقدر واحد منا ان يرده عليه، فقلت له: لا يحل لي أن أسمع حديث رسول الله ﷺ فيه خطأ أو تحريف فلا أرده.»

## كرمه وسخاؤه
كان ابن خزيمة سخياً جواداً كريماً، وكان يتصدّق حتى بملابسه، حتى أنه لم يكن يلبس القميص الواحد مرتين.
قال محمد بن الفضل: «كان جدّي أبو بكر (أي ابن خزيمة) لا يدّخر شيئاً جهده، بل ينفقه على أهل العلم».
وقال الحاكم النيسابوري: «إن ابن خزيمة عمل دعوة عظيمة ببستان جمع فيها الفقراء والأغنياء ونقل كل ما في البلد من الأكل والشواء والحلوى، وكان يوماً مشهوداً بكثرة الخلائق ... وكان ذلك في جمادى الأولى سنة تسع وثلاثمائة».

## ثناء الأئمة عليه
- قال ابن حبان: «ما رأيت على وجه الأرض من يحسن صناعة السنن ويحفظ ألفاظها، الصحاح وزياداتها، حتى كأن السنن كلّها بين عينيه، إلا محمد بن إسحاق.».[15]
- وقال أيضاً: «أحد أئمة الدنيا علماً وفقهاً».[16]
- وقال عنه ابن كثير: «وهو من المجتهدين في دين الإسلام».[17]
- وقال النووي والذهبي: «الحافظ الحجّة».[18]
- وقال الذهبي: «الحافظ الكبير، انتهت إليه الإمامة والحفظ في عصره بخراسان».[19]
- وقال الدارقطني: «كان ابن خزيمة إماماً ثبتاً معدوم النظير».[20]
- وقال ابن أبي حاتم (وقد سئل عن ابن خزيمة): «ويحكم. هو يُسأل عنا ولا نُسأل عنه. وهو إمام يقتدى به».[21]
- وقال أبو علي الحسين بن محمد الحافظ: «لم أر مثل محمد بن إسحاق». وقال: «كان ابن خزيمة يحفظ الفقهيات من حديثه كما يحفظ القارئ السورة».[22]

## انتقادات
قال عنه فخر الدين الرازي في تفسير مفاتيح الغيب عند تفسيره للآية الحادية عشر من سورة الشورى: «واعلم أن محمد بن إسحاق بن خزيمة أورد استدلال أصحابنا بهذه الآية في الكتاب الذي سماه «بالتوحيد»، وهو في الحقيقة كتاب الشرك، واعترض عليها، وأنا أذكر حاصل كلامه بعد حذف التطويلات، لأنه كان رجلاً مضطرب الكلام، قليل الفهم، ناقص العقل... وأقول هذا المسكين الجاهل إنما وقع في أمثال هذه الخرافات لأنه لم يعرف حقيقة المثلين وعلماء التوحيد حققوا الكلام في المثلين ثم فرعوا عليه الاستدلال بهذه الآية...»

## وفاته
توفي ليلة السبت الثاني من ذي القعدة سنة 311هـ عن تسع وثمانين سنة. وصلى عليه ابنه أبو النصر. ودفن في حجرة في داره، ثم صيّرت تلك الحجرة مقبرة.